# Bränd (roman)
Bränd (Tripwire) är den tredje boken om Jack Reacher skriven av Lee Child. Boken utkom 1999 och publicerad på svenska av B. Wahlströms, som inbunden augusti 2002 och pocket augusti 2004.
Hook Hobies hela tillvaro byggde på en trettio år gammal hemlighet. Hans frihet, hans ställning, hans pengar; allt. Och i likhet med varje försiktig person som lever under sådana förhållanden, var han beredd att göra vad som helst för att hans hemlighet inte skulle avslöjas. För han hade mycket att förlora. Hela sitt liv. Jack Reacher dras ofrivilligt in i den malström av brutalt våld som omger Hook Hobie. Och när han kommer hemligheten på spåren inser han snart att man inte ostraffat gräver i Hobies förflutna.